# Ágios Antónios (métro d'Athènes)
Ágios Antónios (grec moderne : Άγιος Αντώνιος, français littéral : Saint-Antoine) est une station de métro grecque de la ligne 2 (ligne rouge) du métro d'Athènes, située sur le territoire du dème de Peristéri, dans le district régional d'Athènes-Ouest en Attique.
Station mise en service en 2004 lors de l'ouverture du prolongement depuis Sepólia, elle est le terminus de la ligne jusqu'en 2013 avec l'ouverture du tronçon suivant jusqu'au nouveau terminus d'Anthoúpoli. 

## Situation ferroviaire
Établie en souterrain, la station d'Ágios Antónios est située sur la Ligne 2 du métro d'Athènes (ligne rouge), entre les stations de Peristéri et de Sepólia.

## Histoire
La station d'Ágios Antónios est mise en service le 9 août 2004, lors de l'ouverture des 0,9 km du prolongement de la ligne 2 depuis l'ancien terminus de Sepólia. Comme la majorité des autres stations de la ligne, les voies sont à 18 m sous le niveau du sol, encadrées par deux quais latéraux. Néanmoins la station offre la particularité d'être la « première station bioclimatique » du réseau car elle utilise notamment la lumière naturelle pour éclairer les deux niveaux souterrains.
Elle est le terminus de la ligne jusqu'au 6 avril 2013, qui voit la mise en service des 1,2 km du tronçon d'Ágios Antónios à Anthoúpoli, cette dernière station devenant le nouveau terminus de la ligne.

## Service des voyageurs

### Accueil
La station dispose de deux entrées, place Ágios Antónios et sur la rue Ethnárchou Makaríou.  Elles permettent d'accéder au deuxième niveau où l'on trouve la billetterie, le service clients et les accès aux deux quais latéraux situés au troisième niveau.

### Desserte
Ágios Antónios est desservie par toutes les circulations de la ligne. Quotidiennement, le premier départ est à 5 h 32, en direction d'Ellinikó, et à 5 h 49, en direction Anthoúpoli, le dernier départ est à 0 h 7, en direction d'Ellinikó et à 0 h 30 en direction d'Anthoúpoli (les samedis et dimanches le dernier départ est à 2 h 7 pour Ellinikó et à 2 h 30 pour Anthoúpoli).

### Intermodalité
À proximité de la station il y a plusieurs arrêts de transports en commun, notamment de tramways (ligne : 12 et 25) et de bus (lignes : 730, 790, 822, 823, 892 et A13).